# Blood Strike
Blood Strike es un videojuego de disparos en primera persona de battle royale desarrollado y publicado por NetEase Games que se lanzó a nivel mundial el 21 de marzo de 2024, aunque el juego estuvo disponible para la región del Sudeste Asiático el 28 de octubre de 2023. La fecha de lanzamiento coincide incluso con Call of Duty: Warzone Mobile publicado por Activision, donde Warzone Mobile se lanzó el 21 de marzo de 2024.

## Jugabilidad
Blood Strike es un juego de disparos en primera persona estilo battle royale multijugador en línea. Los jugadores de todo el mundo se reúnen bajo el paraguas de un mapa en particular y participan en combates después de realizar un matchmaking.